# Pflegehilfsmittel
Der Einsatz von Pflegehilfsmitteln kann die Pflege eines Pflegebedürftigen erleichtern oder dessen Beschwerden mindern. Anspruch auf finanzielle Unterstützung für die Kosten der Pflegehilfsmittel haben Personen, deren Pflegebedürftigkeit nach dem § 40 des Elften Buches Sozialgesetzbuch (SGB XI) vorliegt, oder Personen, bei denen es gilt, einer drohenden Behinderung vorzubeugen oder eine bestehende auszugleichen. Zum Teil sind die Leistungen davon abhängig, ob der Anspruchsberechtigte von einer privaten Person im häuslichen Umfeld (auch mit teilweiser Unterstützung professioneller Pflegedienste) oder in einer stationären Einrichtung gepflegt wird.
Wenn benötigte Pflegehilfsmittel nicht wegen Krankheit oder Behinderung von der Krankenversicherung oder anderen zuständigen Leistungsträgern zu leisten sind, werden die Kosten ganz oder teilweise von der Pflegekasse übernommen. Voraussetzung dafür ist eine gültige ärztliche Verordnung nur bei Leistungen nach SGB V(GKV). Bei Leistungen nach SGB XI (Pflegekasse) erfolgt die Beantragung bei der Pflegekasse direkt durch den Anspruchstellenden; eine ärztliche Verordnung ist hierbei nicht erforderlich, der Antrag ist von der Pflegekasse bzw. deren MDK zu prüfen. Pflegehilfsmittel zu Lasten der Pflegekasse können ferner ab 2016/2017 von den Beauftragten der Pflegekasse/MDK direkt bei der Pflegekasse ohne Notwendigkeit einer ärztlichen Verordnung initiiert werden. Je nach Kostenträger gibt es unterschiedliche Vorgaben bezüglich der zugelassenen Anbieter und der Produktauswahl. Ist ein bestimmtes Produkt gewünscht, muss es gegebenenfalls auf eigene Rechnung angeschafft werden.

## Technische Pflegehilfsmittel
Technische Pflegehilfsmittel sind langlebige Pflegehilfsmittel, die den Versicherten vorrangig leihweise überlassen werden. Der Anspruch umfasst laut § 40 SGB XI neben dem Pflegehilfsmittel selbst auch die notwendigen Änderungen, Instandsetzungen und Ersatzbeschaffung sowie die Ausbildung in ihrem Gebrauch. Versicherte, die das 18. Lebensjahr vollendet haben, müssen eine Zuzahlung von 10 %, höchstens jedoch 25 Euro je Pflegehilfsmittel, an die abgebende Stelle leisten, insofern sie nicht gemäß § 62 Abs. 1 Satz 1, 2 und 6 sowie Abs. 2 und 3 des SGB V ganz oder teilweise von Zuzahlung befreit sind. Das Pflegehilfsmittelverzeichnis enthält folgende von der Pflegekasse zu vergütende Pflegehilfsmittel:
Produktgruppe 50: Pflegehilfsmittel zur Erleichterung der Pflege
- Pflegebetten
- Pflegebettenzubehör
- Pflegebettzurichtungen
- Spezielle Pflegebett-Tische
- Pflegeliegestühle

Produktgruppe 51: Pflegehilfsmittel zur Körperpflege/Hygiene
- Waschsysteme
- Duschwagen
- Produkte zur Hygiene im Bett (Bettpfannen, Urinflaschen, Urinschiffchen, wiederverwendbare saugende Bettschutzeinlagen)

Produktgruppe 52: Pflegehilfsmittel zur selbständigeren Lebensführung/Mobilität
- Hausnotrufsysteme, Solitärgeräte
- Hausnotrufsysteme, angeschlossen an eine Zentrale

Produktgruppe 53: Pflegehilfsmittel zur Linderung von Beschwerden
- Lagerungsrollen
- Lagerungshalbrollen

## Pflegehilfsmittel zum Verbrauch
Im Rahmen von § 40 des Elften Buches Sozialgesetzbuch (SGB XI) haben Pflegebedürftige Anspruch auf zum Verbrauch bestimmte Pflegehilfsmittel. Pflegehilfsmittel zum Verbrauch, wie Hygiene- und Schutzmittel, die eine keimarme und sichere Pflege ermöglichen, sind speziell für den Einmalgebrauch geeignet.
Leistungsträger für zum Verbrauch bestimmte Pflegehilfsmittel sind die Pflegekassen.
Das Pflegehilfsmittelverzeichnis enthält folgende von der Pflegekasse zu vergütende Pflegehilfsmittel zum Verbrauch:
Produktgruppe 54: Zum Verbrauch bestimmte Pflegehilfsmittel
- Saugende Bettschutzeinlagen zum Einmalgebrauch
- Schutzbekleidung (Einmalhandschuhe, Schutzschürzen, Fingerlinge, Mund-Nasen-Schutz)
- Desinfektionsmittel

Pflegehilfsmittel der Produktgruppe 54 können direkt von den jeweils zugelassenen Leistungserbringern bezogen werden, wie Apotheken, Homecare-Unternehmen oder Sanitätshäusern.

### Pflegehilfsmittelpauschale
Die Unterstützung kann von der Pflegekasse in Form der monatlichen Pflegehilfsmittelpauschale gewährt werden. Diese ist durch das 1. Pflegestärkungsgesetz, das am 1. Januar 2015 in Kraft getreten ist, von 31 Euro auf 40 Euro pro Monat angehoben worden. Um den zum Teil erheblichen Preissteigerungen Rechnung zu tragen, die durch die COVID-19-Pandemie verursacht wurden, galt im Zeitraum April 2020 bis Dezember 2021 eine erhöhte Pauschale von 60 Euro pro Monat. Zum 1. Januar 2025 wurde der Betrag auf 42 Euro pro Monat erhöht.
Die Regelung ruft zunehmend unseriöse Anbieter auf den Plan, die Pflegebedürftige mit fragwürdigen Methoden in sogenannte Pflegebox-Abos drängen. Dabei geben sich Anrufer teils fälschlich als Vertreter offizieller Stellen aus, nutzen persönliche Daten und erschweren die Kündigung der Verträge massiv. Die gelieferten Produkte sind oft überdimensioniert und unnötig teuer. Verbraucherzentralen verzeichneten eine Zunahme entsprechender Beschwerden, während Pflegekassen Schwierigkeiten hatten, die telefonische Anbahnung solcher Verträge rechtlich nachzuvollziehen. Trotz neuer Vorschriften, die unerwünschte Kontaktaufnahmen seit Juli 2024 verbieten, versuchen einige Anbieter weiterhin, diese zu umgehen.